# APT.
〈APT.〉(아파트)는 로제와 브루노 마스의 노래, 싱글로 2024년 10월 18일 공개되었다. 레코드 레이블은 더블랙레이블, 애틀랜틱 레코드이다. 하루 전 발매 통보가 무색하게, 발매 직후부터 국내외 대중들에게 폭발적인 반응을 보이며 로제 본인뿐만 아니라 BLACKPINK의 역대 커리어 통틀어 가장 좋은 성과를 내고 있다. '아파트 게임'에서 착안한 곡이다.
2024년 10월 17일 발매 소식이 알려졌고, 해당 싱글은 오는 2024년 12월 6일 발표 예정인 로제의 첫 번째 정규 앨범 《로지》(rosie)에도 수록될 예정이다.
2024년 10월 18일 유튜브에 올려진 〈APT.〉의 뮤직 비디오 영상의 조회수는 10월 23일 공개한 지 5일 만에 1억회를 넘었고, 10월 30일 2억회를, 11월 9일 3억회를 넘었다.

## 차트 성적
2024년 10월 20일 오전 기준, 대한민국 멜론, 지니, 벅스, 플로 차트에서 1위를 기록하였으며, 전 세계를 대상으로 하는 스포티파이 글로벌 데일리 차트에서는 1위(현지시간 2024년 10월 30일 기준)를 기록하였고, 22일에는 스포티파이 글로벌 차트 1위를 기록했다. 로제는 노래가 처음 발매되었을 때, 스포티파이 글로벌 톱 아티스트들 중에서도 21위를 기록한적이 있다.
2024년 10월 30일 기준, 총 88개 지역 아이튠즈 차트에서 1위를 기록했다.